# Senecio subfrigidus
Senecio subfrigidus là một loài thực vật có hoa trong họ Cúc. Loài này được Kom. miêu tả khoa học đầu tiên năm 1930.